# SV Germania Weingarten
Der SV Germania 04 Weingarten ist ein Ringsportverein aus Weingarten (Baden), der 2011, 2012 und 2017 deutscher Mannschaftsmeister in der Bundesliga und 2020 in der Deutschen Ringerliga wurde.

## Der Verein
Am 26. April 1904 gründete der Sohn eines Weingartener Lehrers und spätere Reichssportwart Heinrich Brunner mit einigen Freunden in der Halle des Gasthauses „Rößle“ den „Kampfsportverein Germania“. Als der junge Kraftsportverein bald auch eine Fußballabteilung gegründet hatte, änderte er seinen Namen in „Sportverein Germania“. Seit den 50er Jahren ist der Sportverein ein reiner Ringerverein.
Heute hat der Verein rund 500 Mitglieder und ist seit 1999 in der höchsten deutschen Ringerliga vertreten. Neben der ersten Mannschaft ringen auch die 2. und 3. Mannschaft und die Schülermannschaft regelmäßig in der Nordbadenliga. Durch den Abstieg in der Saison 2017 von der Oberliga in die Verbandsliga tritt der Verein 2018 mit der zweiten Mannschaft in der Verbandsliga und einer weiteren Mannschaft in der Landesliga an.
Seit 2007 wird der Verein durch den 1. Vorsitzenden Ralph Oberacker geführt.
Im Jahre 2015 wurde der Bundesligabetrieb in eine GmbH ausgegliedert. Seit der Saison 2017/2018 ringt die bisherige Bundesligamannschaft des SVG mit vier weiteren Top-Clubs in der neu gegründeten Deutschen Ringerliga.

## Sportliche Erfolge

### Gründerjahre
Bei den Weltmeisterschaften in Düsseldorf am 6. Juni 1910 wurde Fritz Kärcher (Gewichtsklasse bis 85 kg/griechisch-römisch) Vizeweltmeister und konnte elf Jahre später bei den Europameisterschaften in Offenbach in der Klasse bis 82,5 kg erneut die Silbermedaille mit nach Weingarten bringen.

### 70er- und 80er-Jahre
Nachdem in den 70er Jahren in der Nordbadischen Landesliga gerungen wurde, gelang den Weingartener Ringern 1983 der Sprung in die Oberliga. Reiner Kunzmann, der bereits 1982 3. der Deutschen A-Jugendmeisterschaft in der Klasse bis 60 kg in Baunatal wurde, konnte 1985 den Titel des Militärweltmeisters im griechisch-römischen Stil mit nach Hause bringen. Bei den Deutschen Meisterschaften 1986 in Schifferstadt erzielte er den 3. Platz im Federgewicht.

### Die 90er-Jahre – Aufstieg in die Bundesliga
1994 gelang der 1. Mannschaft des SV Germania der Aufstieg in die 2. Bundesliga Südwest, in der die Mannschaft in den darauf folgenden fünf Jahren vordere Plätze belegte und drei Mal Vizemeister und zwei Mal Dritter wurde. 1999 gelang dem SVG unter Trainer Willi Ullrich mit dem Aufstieg in die Ringer-Bundesliga schließlich der bis dahin größte sportliche Erfolg.

### Das neue Millennium – Weingarten erstmals in der Endrunde
Nach zwei Jahren Bundesliga mit dem Ziel Klassenerhalt gelang dem SV Germania in der dritten Erstligasaison im Jahr 2002 erstmals der Einzug in die Endrunde um die deutsche Meisterschaft. In der Saison 2005/06 gelang den Germanen zum zweiten Mal der Einzug in die Endrunde, nachdem man diese in den vorigen drei Jahren nur knapp verfehlt hatte. In der Saison 2006/07 konnte man sich zum ersten Mal für das Halbfinale qualifizieren und sich unter den vier besten Mannschaften Deutschlands einreihen.
Den bis dahin größten Erfolg der Vereinsgeschichte erreichte der SVG in der Saison 2009/10, als man sich unter Trainer Frank Heinzelbecker und dem sportlichen Leiter Sebastian Mayer erstmals für das Finale qualifizieren konnte und hinter dem KSV Aalen 05 Deutscher Vizemeister wurde.

### Ringsport in einer neuen Dimension
In der darauf folgenden Saison 2010/11 qualifizierte man sich ebenfalls für das Finale. Gegen die RWG Mömbris-Königshofen wurde man vor über 4000 Zuschauern in der Karlsruher dm-Arena erstmals Deutscher Mannschaftsmeister. In der Saison 2011/2012 konnte Weingarten am 15. Januar 2012 den Titel erfolgreich verteidigen: Im Rückkampf des Finales in Homburg wurde der Drei-Punkte-Rückstand gegen den KSV Köllerbach mit einem 24:12-Auswärtserfolg wettgemacht.

### Weingarten gegen Nendingen – das Duell der kommenden Jahre
In den Folgejahren, Saison 2013/14, Saison 2014/15 und Saison 2015/16 schaffte der SV Germania ebenfalls den Einzug in das Finale. Man beendete die Bundesligasaison jeweils als Vizemeister hinter dem ASV Nendingen. Da gegen einen Ringer aus Nendingen ein Verfahren wegen Dopings läuft, könnte das Ergebnis des Finales im Januar 2016 jedoch noch zugunsten des SVG geändert werden.
Aus Mangel an geeigneten Hallen für die Endrunde im Raum Karlsruhe machte sich der SV Germania Weingarten in Ringer-Deutschland auch durch die außergewöhnlichen Wettkampfstätten einen Namen. Während man 2013/2014 in einer alten Fabrikhalle der Holzindustrie in Bruchsal ringen musste, stellte der Verein in den beiden folgenden Playoff-Teilnahmen ein großes Event-Zelt auf dem Festplatz gegenüber der Mineralix-Arena mit einem Fassungsvermögen von rund 3000 Zuschauern.
In der Saison 2016/17 schaffte man es, im Halbfinale Nendingen zu schlagen, und zog abermals in das Finale ein. Dort traf man auf den KSV Ispringen. Nach einem 4-Punkte-Vorsprung aus dem Hinkampf reichte eine 11:13-Niederlage für das Erringen der dritten Deutschen Meisterschaft der Vereinsgeschichte. Die nötigen Punkte sicherte Weltmeister Frank Stäbler im vorletzten Kampf des Abends.

## Start in der Deutschen Ringerliga
Nach jahrelangen Streitigkeiten um die Ligastrukturen, Richtlinienänderungen, Androhung von Sanktionen und über die Präsentation des Ringens kam es im Jahr 2016 zum Zerwürfnis mit dem Deutschen Ringerbund. Fünf Mannschaften der deutschen Spitzenclubs, darunter auch die deutschen Meister der vergangenen Jahre Weingarten und Nendingen, gründeten schließlich am 31. Juli 2016 die Deutsche Ringerliga. Die Vereine gehen nicht selbst, sondern mit ihren jeweiligen Kapitalgesellschaften an den Start.
Die Wettkämpfe der Deutschen Ringerliga wurden erstmals zur Saison 2017/2018 ausgetragen. Während Germania Weingarten den 3. Platz erreichen konnte, wurde der KSV Ispringen der erste deutsche Meister in der DRL. In der Saison 2019/2020 konnte erstmals die deutsche Meisterschaft in der DRL gefeiert werden. Im Final-Rückkampf am 25. Januar 2020 sicherte Mannschaftskapitän Jan Fischer im 6. Kampf des Abends gegen den KSV Ispringen den vierten deutschen Meistertitel.
Wichtigste Ziele der DRL sind die Interessenvertretung sowie die demokratische Selbstbestimmung der Mitgliedsvereine innerhalb der DRL. Die Liga dient dazu, den Ringsport professionell zu vermarkten.

## Frauenringen
Aushängeschild im Bereich des Damenringens beim SV Germania Weingarten ist Luisa Niemesch. Das Eigengewächs konnte schon einige nationale und internationale Erfolge feiern. Ihre bisher größten Erfolge waren der 2. Platz bei der Weltmeisterschaft der Juniorinnen in Zagreb 2014 sowie die Teilnahme an den Olympischen Spielen in Rio de Janeiro, Brasilien 2016. Bei der WM in Paris 2017 erreichte sie einen sehr guten 5. Platz und konnte sich damit endgültig in der Weltspitze etablieren.

## Bekannte Ringer
| Nationalität | Name               | im Verein von… bis… |
| ------------ | ------------------ | ------------------- |
| Deutschland  | Adam Juretzko      | 2009–2019           |
|              | Oliver Hassler     | 2010–2017           |
|              | Marcel Ewald       | 2005–2015           |
|              | Frank Stäbler      | 2016–2017           |
|              | Jan Fischer        | seit 2017           |
|              | Luisa Niemesch     | seit 2002           |
| Ungarn       | Mihaly Deak-Bardos | 2008–2012           |
|              | Arpad Ritter       | 2006–2010           |
|              | Peter Modos        | 2013–2014           |
| Rumänien     | Ionut Panait       | seit 2007           |
|              | Szabolcs Laszlo    | 2006–2014           |
| Bulgarien    | Anatoli Guidea     | 2011–2016           |
| Schweden     | Jimmy Lidberg      | 2014–2015           |
| Armenien     | Roman Amoyan       | 2015–2016           |
| Albanien     | Sahit Prizreni     | 2009–2015           |
| Türkei       | Taha Akgül         | 2011–2013           |
| Ukraine      | Zhan Belenjuk      | 2012–2013           |
| Polen        | Damian Janikowski  | 2016–2017           |
| Frankreich   | Melonin Noumonvi   | 2010–2011           |
| Kuba         | Oscar Pino Hinds   | seit 2018           |

## Die Germania-Halle
Im Jahr 1964 begann man mit dem Bau der „Germania-Halle“, die nach dreijähriger Bauzeit eingeweiht werden konnte und bis Anfang 2006 die Heimat des SV Germania Weingarten war.
Durch ein innovatives Konzept wurde im Jahr 2005 ein Vertrag mit der Gemeinde Weingarten (Baden) abgeschlossen, der den Neubau eines Sport- und Kulturzentrums ermöglichen sollte. Diese neue Halle ist heute nicht nur die neue Heimkampfstätte des SVG, sondern bietet auch ausreichend Platz und Trainingsmöglichkeiten für weitere Sport- und Kulturvereine. Der Bau wurde Anfang 2007 fertiggestellt und am 28. April 2007 als Kleiberit-Arena festlich eingeweiht.
Seit dem 1. August 2013 trägt das Kultur- und Sportzentrum des SV Germania Weingarten den neuen Namen Mineralix-Arena, da nach dem Auslaufen der Partnerschaft mit der Firma Kleiberit mit der Firma MinERALiX GmbH ein neuer Partner und Namenspate gefunden werden konnte.
Im Mai 2019 erfolgte der Spatenstich für den Erweiterungsbau der Mineralix-Arena. Bereits im Februar 2020 konnte das darin untergebrachte Fitnessstudio eröffnen. Auf dem Dach des eingeschossigen Anbaus wurde zudem eine Terrasse für die Germania Gaststätte errichtet. Ende Juni 2020 wurde die Dachterrasse der Germania Gaststätte feierlich eröffnet.

## Weblink
- Offizielle Website